# 이와타 쇼타
이와타 쇼타(일본어: 岩田 正太, 1988년 6월 17일 ~ )는 일본의 전 축구 선수이다.

## 구단 경력
과거 더스파 구사쓰에서 활동하였다.